# Ja nus hons pris ne dira sa raison
Ja nus hons pris ne dira sa raison è una canzone scritta da Riccardo I d'Inghilterra, detto Cuor di Leone, mentre si trovava prigioniero di Leopoldo V, duca d'Austria, tra il dicembre 1192 e il febbraio 1194. È uno degli esempi più antichi di rotrouenge giunti sino ai giorni nostri.